# Эпинетрон
Эпинетрон (др.-греч. έπίνητρον) — известный с V в. до н. э. древнегреческий прибор, использовавшийся для защиты колен пряхи при раскатывании шерсти. Работа на эпинетроне описана у Гесихия Александрийского.
В аттическую эпоху эпинетрон стал предметом культа и часто вкладывался в захоронение усопшим незамужним девушкам.
Эпинетрон изготавливался из глины или дерева, часто украшался вазописью.